# Medienförderung RLP
Die Medienförderung RLP GmbH ist eine regionale Förderinstitution für audiovisuelle Medien und Videospiele des Landes Rheinland-Pfalz. Die 100%ige Tochtergesellschaft der Medienanstalt Rheinland-Pfalz mit Sitz in Ludwigshafen am Rhein wird von der Landesregierung sowie den öffentlich-rechtlichen Rundfunkanstalten ZDF und SWR unterstützt.

## Geschichte

### Anfänge
Bereits 1991 wurde die Stiftung Rheinland-Pfalz für Kultur mit der Aufgabe gegründet, „insbesondere Vorhaben im Bereich der Bildenden Kunst, der Darstellenden Kunst, des Films, der Literatur, der Musik und der Soziokultur sowie spartenübergreifende Vorhaben“ zu fördern. Für die Zwecke der filmbezogenen Forschung, Entwicklung und Auswertung stand dieser auch nach ihren Anfangsjahren noch ein vergleichsweise nur geringes Budget zur Verfügung (beispielsweise 1996: 25.000 DM, 1997: 200.000 DM, 1998: 200.000 DM). Da hierbei im Bereich Filme aber lediglich Anträge zur finanziellen Unterstützung von Vorführungen bereits existierender Werke und nur gelegentlich für die Produktion audiovisueller Medien (und selbst dies beschränkt auf Dokumentarfilme zu bestimmten Themen oder Kurzfilme „von besonderem künstlerischen Rang“) akzeptiert werden, kann nicht von einer klassischen Filmförderung gesprochen werden.
Im Jahr 2012 initiierten leitende Persönlichkeiten der rheinland-pfälzischen Medienlandschaft (repräsentativ unter anderem für das FILMZ-Festival, die Fachhochschule Mainz und Johannes-Gutenberg-Universität sowie mehrere private Betriebe) unter der Initiativgruppe Mainzer Manifest eine Petition für die Etablierung einer Film- und Medienförderung in Rheinland-Pfalz. Trotz der Bewältigung des ersten Ziels von mindestens 1.000 Stimmen wurde diese nie der Landesregierung vorgelegt.
Als Konsequenz eines Antrags von Grünen und SPD im Dezember 2013 zur Grundsteinlegung einer rheinland-pfälzischen Medienförderung nahm das vom Ministerium für Wirtschaft, Verkehr, Landwirtschaft und Weinbau Rheinland-Pfalz geförderte Film- und Medienforum Rheinland-Pfalz im August 2014 seine Arbeit auf. Das auf den Dialog zwischen dem Mainzer Manifest und dessen Ansprechpartnern in der Landesregierung zurückgehende Forum verfügte zwar über beratende und vernetzende Kompetenzen, konnte aber keine finanziellen Fördermittel für Kunstschaffende bereitstellen.
Noch im Mai 2020 wurde ein Antrag der AfD Rheinland-Pfalz auf Einrichtung eines Fördertopfs für rheinland-pfälzische Filme und Videospiele vom amtierenden Kabinett Dreyer II abgelehnt. Vertreter der Regierungsparteien verwiesen auf bereits bestehende Erfolge (namhaft Titel wie Anno 1800 von Ubisoft Mainz). Zu diesem Zeitpunkt war das Land bereits eines von nur vieren ohne eine eigene institutionalisierte Förderung für Videospiele und das letzte ohne eine solche für Filme.

### Umsetzung
Im Januar 2021 startete die Landesregierung unter dem Kabinett Dreyer II dann doch die Bündelung bestehender einzelner Filmförderungsmaßnahmen zu einer Institution namens @medienförderung.rlp, mit der die SPD Rheinland-Pfalz unter Malu Dreyer für die Landtagswahl im März versprach, „schrittweise in die Games-Förderung“ einzusteigen. Die erfolgreiche Verteidigung ihres Ministerpräsidentinnenamts in dieser Wahl führte zur Formierung des Kabinetts Dreyer III, dessen Kulturministerin Katharina Binz schließlich auf dem FILMZ-Festival im November 2021 die Schaffung einer eigenen Landesfilmförderungsanstalt ankündigte. Der Topf für die erste Runde an Fördermittel betrug lediglich 380.000 €, wurde jedoch seither erhöht (siehe Abschnitt „Geförderte Werke“).

## Förderung
Für die Realisierung konkreter Werke im Bereich Games oder audiovisuelle Werke, aber auch für Stipendien können im Rahmen der Förderrichtlinien nach einem Erstgespräch Anträge digital eingereicht werden. Hierbei werden die Antragsteller von einem Sachbearbeiter für Anträge und Gremien unterstützt, welche die Anträge dann in zwei Förderrunden jährlich einer siebenköpfigen Vergabejury (Repräsentanten für Gesellschafter und Gründungspartner der Medienförderung sowie unabhängige Experten aus den Branchen) zur finalen Förderentscheidung vorlegt.

### Geförderte Werke
Folgende Werke wurden von der Medienförderung bezuschusst:
| Audiovisuelle Werke                                      | Audiovisuelle Werke | Interaktive Werke           | Interaktive Werke |
| Name                                                     | Fördersumme         | Name                        | Fördersumme       |
| Förderrunde 2021                                         | Förderrunde 2021    | Förderrunde 2021            | Förderrunde 2021  |
| -------------------------------------------------------- | ------------------- | --------------------------- | ----------------- |
| Hiwwe wie Driwwe zwää – Als ob emol ned gelangt hädd!    | 20.000,00 €         | Mind Of The Eyes            | 20.000,00 €       |
| Raja                                                     | 45.867,61 €         | Dystopia Evolving Card Game | 25.000,00 €       |
| Noble Rot                                                | 10.000,00 €         | Evolution Against Humanity  | 50.000,00 €       |
| DER TOD IST EIN ARSCHLOCH                                | 60.000,00 €         |                             |                   |
| Torf – Eine keinesfalls zauberhafte Geschichte vom Glück | 32.433,75 €         |                             |                   |
| REPORTER/REFUGEE                                         | 50.000,00 €         |                             |                   |
| Die Wiederbelebung der alten Seidentradition Persiens    | 23.326,00 €         |                             |                   |
| Rette sich wer kann                                      | 19.081,18 €         |                             |                   |
| Förderrunde 2022/1                                       |                     |                             |                   |
| Femmes Fontaine                                          | 18.000,00 €         | Dystopia Evolving Card Game | 25.000,00 €       |
| Hiwwe wie Driwwe zwää – Als ob emol ned gelangt hädd!    | 60.000,00 €         | Snacks or Tails             | 50.000,00 €       |
| Farben – So bunt wie die Natur                           | 34.500,00 €         |                             |                   |
| Kohle                                                    | 8.000,00 €          |                             |                   |
| Die DNA des Bodens                                       | 20.000,00 €         |                             |                   |
| MARIELLE                                                 | 80.000,00 €         |                             |                   |
| Queetsch                                                 | 25.500,00 €         |                             |                   |
| Utopia in Rojava                                         | 30.000,00 €         |                             |                   |
| Das goldene Trapez                                       | 20.000,00 €         |                             |                   |
| Die Haida Wächter                                        | 30.000,00 €         |                             |                   |
| Alone in a new world                                     | 8.850,00 €          |                             |                   |
| Förderrunde 2022/2                                       |                     |                             |                   |
| Raja                                                     | 99.402,96 €         | Parking Tycoon              | 37.146,40 €       |
| Meine 3 Jahre mit den BANDIDOS                           | 30.000,00 €         | Mind Of The Eyes            | 48.953,47 €       |
| Rebellen                                                 | 30.000,00 €         | BattleJuice Alchemist       | 29.762,00 €       |
| Schädeltrauma                                            | 19.000,00 €         |                             |                   |
| Ein Mann seiner Klasse                                   | 100.000,00 €        |                             |                   |
| Hiwwe wie Driwwe zwää – Als ob emol ned gelangt hädd!    | 12.000,00 €         |                             |                   |
| Schwarzmoll                                              | 25.000,00 €         |                             |                   |
| K-Town                                                   | 30.000,00 €         |                             |                   |
| The Noble Rot                                            | 10.000,00 €         |                             |                   |
| Förderrunde 2023/1                                       |                     |                             |                   |
| Velo to Istanbul                                         | 51.015,00 €         | Snacks or Tails             | 20.000,00 €       |
| RHINE LEGENDS – Im Fluss des Verbrechens                 | 38.000,00 €         | Shifting Souls              | 20.000,00 €       |
| Women with Purple Violets                                | 16.841,00 €         | Umbra's Light               | 24.000,00 €       |
| Was bleibt? – eine Reise ins Anderland                   | 20.615,00 €         | Legends of Dionysos         | 15.000,00 €       |
| Hotel Paradiso                                           | 20.000,00 €         | Kerfuffle                   | 20.124,20 €       |
| Haßloch, Wir sind die Mittelschicht                      | 20.000,00 €         |                             |                   |
| Ein ferner Spiegel                                       | 10.903,00 €         |                             |                   |
| Untitled Cyber Western                                   | 34.218,00 €         |                             |                   |
| The Lighthouse Service Bulletin                          | 13.400,00 €         |                             |                   |
| Kunstduell                                               | 25.232,84 €         |                             |                   |
| Nix für die Ewigkeit                                     | 59.495,50 €         |                             |                   |
| Das Weingut                                              | 10.000,00 €         |                             |                   |
| Femmes Fontaine                                          | 60.000,00 €         |                             |                   |
| Förderrunde 2023/2                                       |                     |                             |                   |
| I had potential                                          | 7.500,00 €          | Mind Of The Eyes            | 40.000,00 €       |
| LEIBNIZ                                                  | 80.000,00 €         | Prospect                    | 20.000,00 €       |
| Untold/Unerzählt                                         | 9.000,00 €          | Krieg der Creator           | 20.000,00 €       |
| TENERIFFA                                                | 90.000,00 €         | Als Gott schlief            | 20.000,00 €       |
| The Noble Rot                                            | 10.000,00 €         | Crossroads                  | 20.000,00 €       |
| UND DANN KAM JULI                                        | 12.000,00 €         | Singularity Rising          | 15.000,00 €       |
| Die schlechteste Fußballmannschaft Deutschlands          | 12.000,00 €         |                             |                   |
| The Day We Leave Earth                                   | 50.000,00 €         |                             |                   |
| Haßloch, Wir sind die Mittelschicht                      | 22.500,00 €         |                             |                   |
| Nix für die Ewigkeit                                     | 7.000,00 €          |                             |                   |

## Rezeption
„Der Einstieg in die Games-Förderung in Rheinland-Pfalz ist für die Branche vor Ort ein wichtiger und langerwarteter Schritt. Die Projektförderung und das Stipendien-Programm sind dabei besonders wertvoll. Potenzial liegt für die Zukunft in der Anhebung der Fördermittel auf das Niveau anderer Bundesländer und in Games-spezifischen Vergabegremien.“

Die Gründung der Medienförderung RLP erhielt großen Zuspruch von Vertretern der Film- und Videospielbranche. So bezeichnete beispielsweise der game – Verband der deutschen Games-Branche e.V. die Medienförderung als Unterstützung für „kreative und innovative Medienschaffende“. Mehrere Rezipienten der Fördermittel dankten der Medienförderung für ihre Zusammenarbeit und bezeichneten sie als unerlässlich für die Fertigstellung ihrer Projekte. Der Medienförderung wurde zudem ein Anteil bei der positiven Entwicklung von Rheinland-Pfalz als Games-Standort (gemessen an der Zahl der Studios sowie im Ländervergleich) seit 2020 attestiert.
Von politischer Seite aus wurden die Etablierung der Medienförderung RLP sowie deren geförderte Projekte über Parteilinien hinweg mehrheitlich positiv bewertet, wobei das vergleichsweise kleine Budget als größter Kritikpunkt herausstach. Im Ausschuss für Digitalisierung, digitale Infrastruktur und Medien des rheinland-pfälzischen Landtags äußerten Vertreter der SPD ihre Zufriedenheit mit den Förderbeiträgen und mit der öffentlichen Rezeption der Projekte in der Region. Die Grünen bezeichneten die Institution als „sehr wichtig“, gaben jedoch zu bedenken, dass die Antragsstellung starken Verbesserungsbedarf habe. Die AfD bekundete ihre Zufriedenheit mit den geförderten Projekten, warf jedoch die Frage auf, ob es nicht sinnvoller sei, angesichts des Wachstumspotenzials der Branche den Fokus mehr auf die Förderung von Videospielen als von Filmen zu legen. Nach einer Kleinen Anfrage bezüglich der Entwicklung der Videospiel-Branche forderten die Freien Wähler eine personelle und finanzielle Ausweitung der Medienförderung. Die CDU hinterfragte die Wirkung der Medienförderung mit den Worten: „Die neue Förderung des Landes motiviert Medienschaffende nicht, sich für Rheinland-Pfalz zu entscheiden.“
Bezüglich der personellen Struktur der Medienförderung wurde neben der geringen Zahl an Angestellten allgemein auch die Ernennung von Dr. Marc Jan Eumann zu deren Geschäftsführer vereinzelt kritisiert. Neben mehreren Kontroversen, in deren Rahmen Eumann Bußgeldzahlungen wegen einer Spendenaffäre, einem Plagiatsvorwurf zu seiner Doktorarbeit und Kritik wegen der Änderung formeller Berufsqualifikationen in der Medienanstalt NRW zu Ungunsten politischer Rivalen ausgesetzt war, galt auch die Wahl seiner Person zum Direktor der Medienanstalt Rheinland-Pfalz (und subsequent auch zum Geschäftsführer der Medienförderung RLP) als rechtlich umstritten (siehe Medienanstalt Rheinland-Pfalz#Kontroversen).